# 吐古买提乡
吐古买提乡，是中华人民共和国新疆维吾尔自治区克孜勒苏柯尔克孜自治州阿图什市下辖的一个乡镇级行政单位。

## 行政区划
吐古买提乡下辖以下地区：
吐古买提村、巴什苏洪木村、库鲁木都克村、玛依丹村、科克塔木村、阿合塔拉村和结热布拉克村。